# Fame Academy
Fame Academy was een Britse televisietalentenjacht om nieuw muzikaal talent te vinden en te ontwikkelen. De winnaar kreeg de kans om een succesvol muzikant te worden en deel uit te maken van de internationale franchise Star Academy, die onder verschillende namen in verschillende landen bekend was.
In de Britse versie bestond de prijs uit een platencontract van £1 miljoen met een grote platenmaatschappij, plus het gebruik van een luxe appartement in Londen en een sportwagen voor een jaar. Het werd uitgezonden door de BBC en gecoproduceerd door Initial, een bedrijf van Endemol. De eerste serie werd gewonnen door David Sneddon en de tweede en laatste serie door Alex Parks.
Vanaf 2003 zag Comic Relief Does Fame Academy beroemdheden zingen als studenten van de academie. De opbrengst van de telefonische stemmen werd gedoneerd aan het goede doel.